# Migdal Al (Tel Awiw)
Migdal Al (hebr. מגדל על) – wieżowiec w osiedlu mieszkaniowym Centrum Tel Awiwu, w mieście Tel Awiw w Izraelu. W wieżowcu znajdują się ambasady Republiki Południowej Afryki, Słowenii i Cypru.
Wieżowiec został wybudowany w 1998 w ramach projektu budowy centrum handlowego Centrum Dizengoffa.

## Dane techniczne
Budynek ma 17 kondygnacji i wysokość 64 metrów.
Wieżowiec wybudowano w stylu modernistycznym. Wzniesiono go z betonu, natomiast elewację z aluminium i szkła. Budynek jest połączony pomostem z kompleksem handlowym położonym na drugiej stronie ulicy Dizengoffa.
Do budynku nie ma bezpośredniego wejścia z ulicy. Można do niego wejść przez główny hol położony na górnym piętrze centrum handlowego.
W dolnej części wieżowca znajduje się centrum handlowe Centrum Dizengoffa.